# Paracephaelis saxatilis
Paracephaelis saxatilis är en måreväxtart som först beskrevs av Scott-elliot, och fick sitt nu gällande namn av De Block. Paracephaelis saxatilis ingår i släktet Paracephaelis och familjen måreväxter. Inga underarter finns listade i Catalogue of Life.